# Coregonus johannae
Coregonus johannae es una especie de pez de la familia Salmonidae en el orden de los Salmoniformes.

## Morfología
Los machos pueden llegar alcanzar los 26,5 cm de longitud total.

## Depredadores
Era depredado por Petromyzon marinus.

## Distribución geográfica
Se encontraba en Norteamérica: Grandes Lagos de América del Norte (lagos Hurón y Míchigan ).